# Terremoto de 1929 em Murchison
O Terremoto de 1929 em Murchison ocorreu às 10 horas e 17 minutos do dia 17 de junho de 1929. Ele atingiu a região de Murchison [en], na Ilha do Sul, com uma magnitude estimada de 7,3, sendo sentido em toda a Nova Zelândia. O terremoto resultou em 17 mortes, causadas principalmente por deslizamentos de terra desencadeados pelo evento. O som do terremoto foi tão intenso que pôde ser ouvido em New Plymouth, a mais de 250 km de distância.

## Contexto tectônico
A Nova Zelândia está localizada na fronteira entre a Placa Indo-Australiana e a Placa do Pacífico. Na Ilha Sul, grande parte do deslocamento ocorre ao longo da Falha Alpina, que se conecta ao norte a um conjunto de falhas de deslizamento lateral, conhecido como Sistema de Falhas de Marlborough [en]. O movimento através da fronteira de placas é oblíquo, e a maioria das falhas apresenta um componente de deslizamento reverso. Parte da deformação resultante é absorvida no interior das próprias placas, afastada da fronteira. O terremoto de Murchison de 1929 ocorreu na Falha de White Creek, situada em Buller Gorge [en].

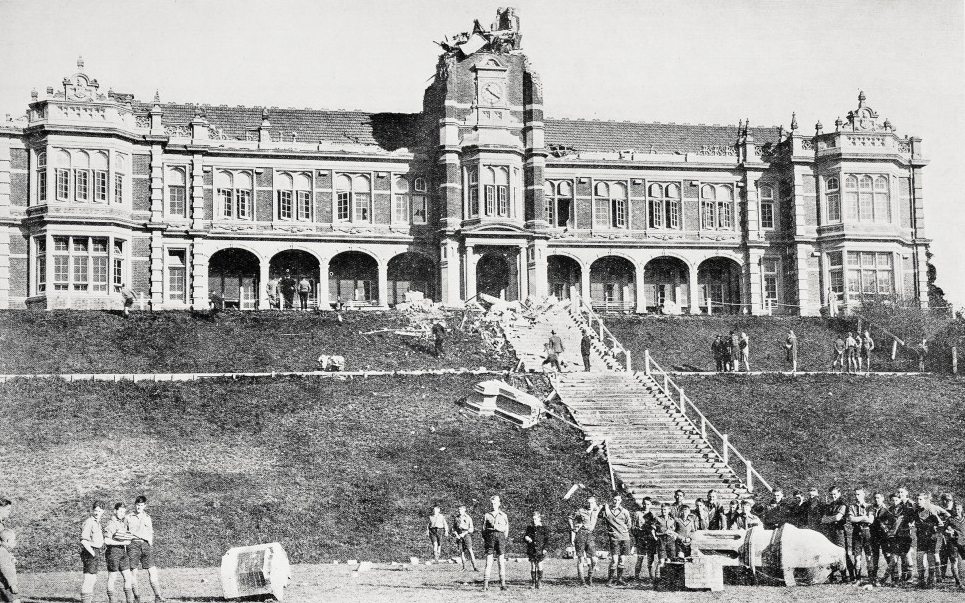
Danos à torre do prédio principal do en após o terremoto

## Danos
Embora o epicentro estivesse em uma área pouco povoada, cerca de 65 km ao norte de Murchison, a intensidade dos tremores causou danos em uma ampla região. As cidades de Nelson, Greymouth e Westport [en] foram afetadas, com estradas, construções e pontes sofrendo danos severos em uma área estimada de 26 000 km². Os maiores danos foram causados por deslizamentos de terra, que destruíram várias residências e resultaram em 14 das 17 mortes. Outras duas mortes foram causadas por desabamentos em minas de carvão. A maioria dos edifícios na região de Murchison, construídos em madeira, foi deformada ou deslocada de suas fundações, enquanto construções de tijolo e chaminés sofreram danos em Nelson, Greymouth e Westport.

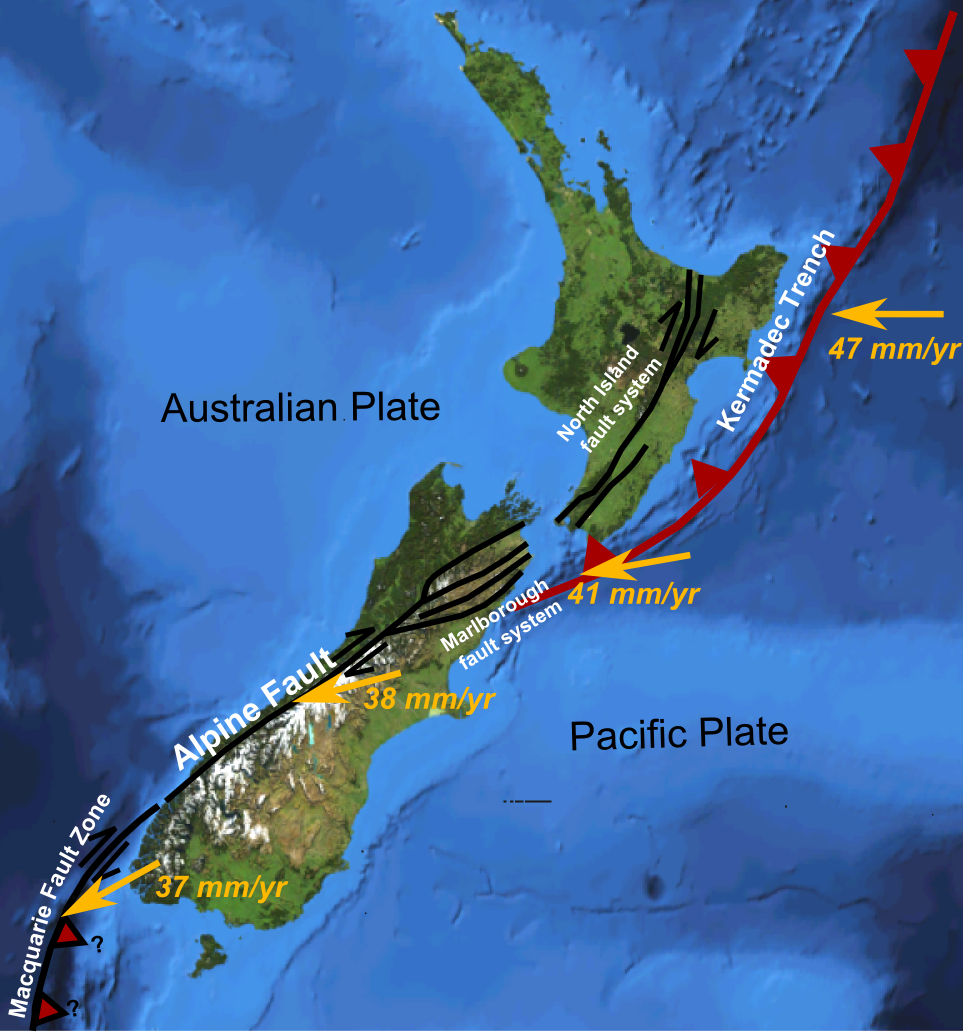
Zonas de en da Nova Zelândia, mostrando a variação no vetor de deslocamento da Placa do Pacífico em relação à Placa Australiana ao longo da fronteira

## Características
O terremoto foi precedido por vários choques premonitórios, acompanhados por barulhos estrondosos nas montanhas ao redor de Murchison. Houve uma grande ruptura superficial [en] visível no Rio Buller [en], indicando cerca de 4,5 m de movimento vertical e 2,5 m de movimento lateral. O terremoto desencadeou numerosos deslizamentos de terra, que formaram 38 novos lagos, dos quais 21 ainda existem, incluindo o Lago Stanley, no Rio Stanley [en]. As Cachoeiras de Maruia [en] também são um resultado notável do terremoto. O evento foi acompanhado por ruídos excepcionalmente altos, audíveis até New Plymouth. A intensidade máxima, estimada em X (Extrema) na Escala de intensidade de Mercalli, foi registrada em Murchison. Grande parte da porção norte da Ilha Sul sofreu uma intensidade de VII (Muito forte) ou superior.

## Consequências
Os deslizamentos de terra bloquearam várias estradas, causando escassez de alimentos em áreas próximas ao epicentro. Além disso, o risco de choques residuais e inundações devido a rios bloqueados por deslizamentos levou muitos moradores a evacuarem a área, principalmente a pé. Karamea [en] ficou completamente isolada e só recebeu ajuda externa após duas semanas, quando um avião De Havilland Tiger Moth pousou na praia. Algumas estradas levaram meses para serem liberadas.

## Importância para o estudo do interior da Terra
Ao analisar as ondas sísmicas desse terremoto na zona de sombra [en], Inge Lehmann demonstrou a existência de um núcleo interno sólido que reflete ondas P.